# Nathalie Verlinden
Nathalie Verlinden (Aartselaar, 1974) is een Belgische schoenontwerpster.

## Opleiding
Nathalie Verlinden studeerde beeldhouwen aan Academie voor Schone Kunsten in Antwerpen. In 1997 volgde ze avondcursus ambachtelijk schoenen maken aan Brucemo (nu Syntra Brussel). Ze werkte intussen voor een decorateur en als verkoopster bij Dries Van Noten. Aansluitend volgde ze cursus schoenmaken aan het Stella Maris Instituut te Antwerpen.

## Professionele carrière
Ze maakte haar eerste ambachtelijke collectie (10 paar schoenen ontworpen voor familie en vrienden) in een primitief atelier in Bali (Indonesië).
Na dit project ging ze aan de slag bij Prabel, Belgisch atelier voor kinderschoenen, in Buggenhout. Kort daarna in 2000 trok ze verder naar Italië om haar eigen label op te richten en collecties uit te voeren in de Marche streek (centrum van de lederwarenindustrie in Italië). In het dorp Civitanova Alta vond ze fabrikanten om mee samen te werken voor de productie van haar collecties.
In 2004 werkte Verlinden samen met modeontwerper Raf Simons (ze liet voor hem herenschoenen en tassen maken in Italië).

## Werk
Ze begon haar collectie met damesschoenen, maar vrij snel kwamen ook herenschoenen. In 2008 bracht Verlinden haar eerste kindercollectie uit, geïnspireerd door haar eigen dochter Juliet.
Haar schoenen worden gemaakt uit natuurlijke en milieuvriendelijke materialen zoals ecologisch gelooid leer (bewerkt met dierlijke vetten, boomschors, schillen en kastanje – en mimosa-extracten), hout, puur katoen en kurk. Haar ontwerpen worden gekenmerkt door tijdloze creaties en zacht kleurgebruik.
In 2020 werden door de coronacrisis veel orders geannuleerd, daarom zette Verlinden de productie van de damesschoenen voorlopig stop. Sinds 2020 richt ze haar productie volledig op kinderschoenen en focust vooral op de grote vraag uit China en USA.
In 2002 werd Verlinden geselecteerd door Vizo (nu Design Vlaanderen) als erkend ontwerper en werden haar ontwerpen tentoongesteld in hun galerie.